# Le Millénium
 (octobre 2017).
Si vous disposez d'ouvrages ou d'articles de référence ou si vous connaissez des sites web de qualité traitant du thème abordé ici, merci de compléter l'article en donnant les références utiles à sa vérifiabilité et en les liant à la section « Notes et références ».
Le Millénium est une émission de télévision française diffusée sur TF1 à partir du vendredi 31 décembre 1999 à 10 h du matin jusqu'au samedi 1er janvier 2000 à 12 h 50, pour le passage du monde à l'an 2000.

## Description
Dans l'émission, plusieurs vedettes de la chaîne interviennent, comme Jean-Claude Narcy, Jean-Pierre Pernaut, Patrick Poivre d'Arvor, Carole Rousseau, ou encore Claire Chazal.
TF1 a également mobilisé sa rédaction tant dans le monde qu'à Paris et en province avec des duplex depuis Lille, Lyon, Marseille, Carcassonne, Nantes. À Paris, des équipes mobiles sillonneront la capitale. Le 31 décembre à 13 h, la chaîne diffusera en direct le passage à l'an 2000 du premier territoire français, Wallis-et-Futuna.
La chaîne privée a fait appel à douze personnalités autour de Jean-Claude Narcy, dont Christophe Dechavanne qui fait son retour comme animateur sur la Une après une absence de 18 mois. Il présentera de 17 h à 20 h avec Jean-Claude Narcy et Valérie Benaïm, puis Emmanuelle Gaume, en direct depuis le théâtre national de Chaillot, « Millénium sur TF1 ». Cette émission de divertissement sur les préparatifs des festivités à Paris et en province accueillera comme invités Véronique Genest, Martin Lamotte et Yves Lecoq.
À partir de 21 h, Arthur fera concurrence à Michel Drucker sur France 2 en présentant en direct sur TF1 depuis un studio de la Plaine-Saint-Denis « Et vous, vous faites quoi le 31? », avec Michel Sardou, Lara Fabian, Ophélie Winter, Patrick Fiori, Pierre Palmade. Arthur passera ensuite le relais au duo Patrick Poivre d'Arvor-Claire Chazal en direct des Champs-Élysées pour le passage proprement dit à l'an 2000.